# یواس‌اس آرکانزاس (بی‌بی-۳۳)
یواس‌اس آرکانزاس (بی‌بی-۳۳) (به انگلیسی: USS Arkansas (BB-33)) یک کشتی بود که طول آن ۵۶۲ فوت (۱۷۱ متر) بود. این کشتی در سال ۱۹۱۱ ساخته شد.